# Gerald D. Griffin
Pour les articles homonymes, voir Griffin.
Gerald D. Griffin, dit Gerry Griffin (né le 25 décembre 1934 à Athens (Texas)), est un ingénieur en aérospatiale américain connu pour sa carrière à la National Aeronautics and Space Administration (Nasa).

## Biographie
Gerald D. Griffin est directeur de vol durant le programme Apollo et le directeur du centre spatial Lyndon B. Johnson, succédant dans ce dernier poste à Christopher Kraft en 1982.

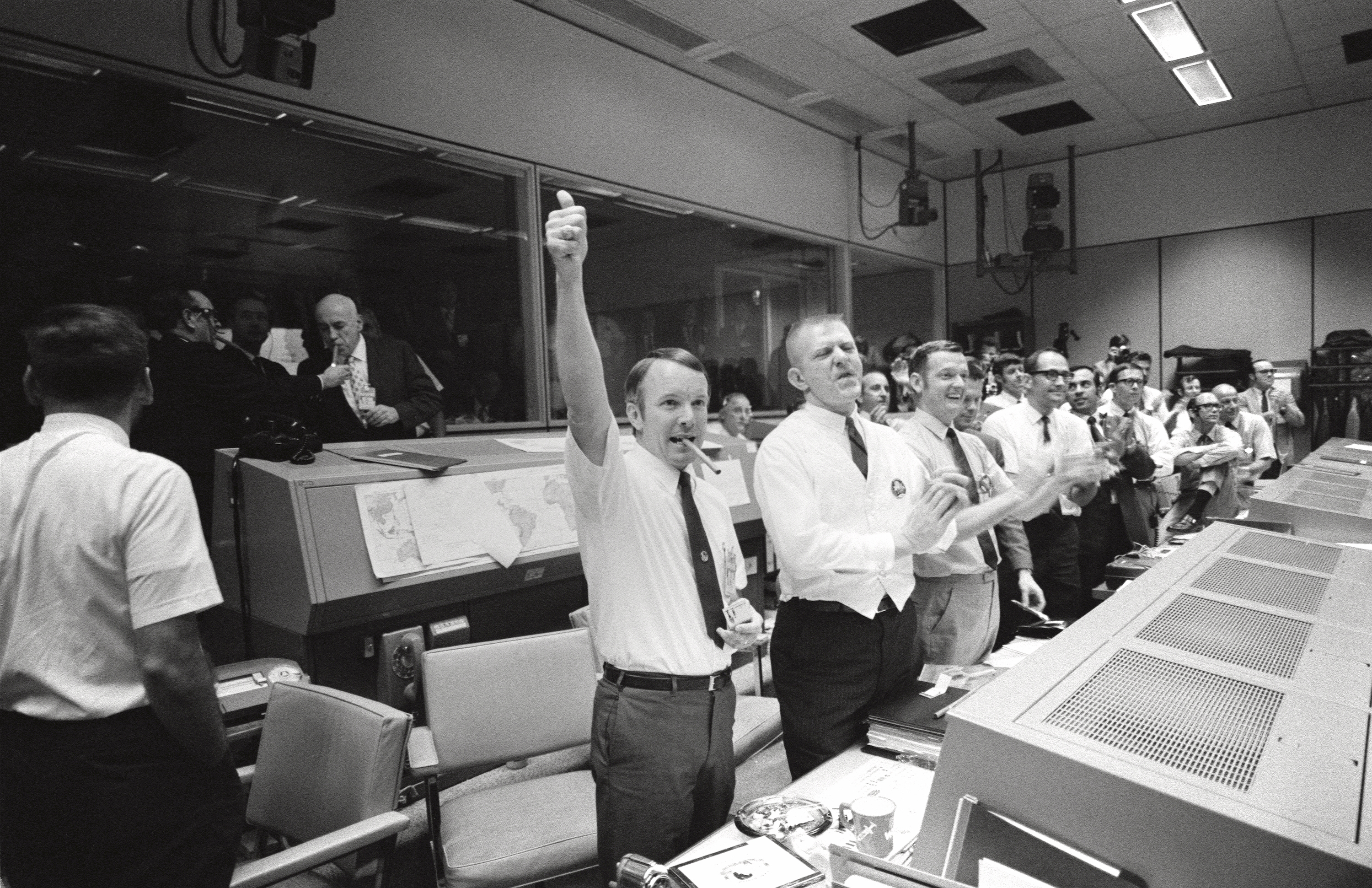
Gerald D. Griffin et deux autres directeurs de vol (Gene Kranz et Glynn Lunney) se félicitent de l'amerrissage du module de commande d'Apollo 13 le 17 avril 1970.